# Дубовец, Пётр Азарович
Дубове́ц Пётр Аза́рович (белор. Дубавец Пётр Азаравіч) (19 января 1931 — 29 января 2013) — сотрудник кафедры уголовного права, кандидат юридических наук, профессор Белорусского Государственного Университета.

## Биография
Родился Пётр Азарович 19 января 1931 года на крещенские морозы в деревне Прудец Толочинского района Витебской области. Мальчишкой перенёс все тяготы Второй мировой войны, получил осколочное ранение в ногу. Учился в Толочинской школе на отлично, но особенно преуспевал в математике. По окончании школы решил во что бы то ни стало стать юристом и поступил на юридический факультет БГУ, который успешно окончил в 1955 году.
После окончания БГУ работал следователем прокуратуры Речицкого района Гомельской области, следователем Рогачевской межрайпрокуратуры Гомельской области. 17 октября 1956 в Рогачёве в семье Дубовцов родился единственный и горячолюбимый сын — Дубовец Александр Петрович — также будущий юрист, сотрудник кафедры гражданского процесса и трудового права.
Затем Пётр Азарович с семьёй переехал в Минск и с октября 1958 по сентябрь 1963 года он работал аспирантом, а затем и младшим научным сотрудником отдела правовых наук АН БССР.

В 1962 году защитил кандидатскую диссертацию в Институте государства и права АН СССР. Тема кандидатской диссертации — «Ответственность за телесные повреждения по советскому уголовному праву».
С сентября 1963 года работал доцентом кафедры уголовного права Белорусского государственного университета и преподавал такие дисциплины как криминология и уголовное право. Подготовил одного кандидата наук для Республики Вьетнам.
В 1976—1979 годах работал освобожденным председателем месткома профсоюза Белгосуниверситета.

С сентября 2008 года работал в должности профессора кафедры уголовного права БГУ.

Награждён медалью «Ветеран труда».

## Научная деятельность
Дубовец Пётр Азарович стал первым в БССР преподавателем криминологии, о чём можно прочитать в работе А. В. Баркова http://elib.bsu.by/bitstream/123456789/33984/1/А.В.%20Барков.pdf

Дубовец П. А. — автор 34 научных работ, в том числе трех монографий, двух учебников, учебных пособий, научно-практических комментариев (1979,1989 гг.).

Список научных работ:
- Ответственность за телесные повреждения по советскому уголовному праву. / П. А. Дубовец. — Москва: Юридическая литература. 1964.
- Причины и предупреждение преступности в Белорусской Советской Социалистической Республике // Международное обозрение криминальной политики. 1970. — № 28. Объединенные нации (ООН).
- Правовые меры борьбы против пьянства и алкоголизма. / П. А. Дубовец. — Минск: Из-во БГУ им. В. И. Ленина. 1975.
- Развитие советского уголовного законодательства об ответственности за телесные повреждения / П. А. Дубовец // Проблемы уголовного права: сборник статей — Минск. 1976
- Уголовное право БССР. Учебник. Часть Общая. - Минск: Вышэйшая школа, 1978 (в соавт.)
- Уголовное право БССР. Учебник. Часть Особенная. - Минск: Вышэйшая школа, 1978 (в соавт.)
- Декларации и реальность. - Минск «Беларусь», 1987. (в соавт.)
- Научно-практический комментарий к уголовному кодексу Белорусской ССР / Под общ. ред. А. А. Ждановича. — Минск «Беларусь». 1989. (в соавт.)
- Крымінальнае права Беларусi (закон, злачынства, адказнасць): Навучальны дапаможнік / Пад рэд. А. У. Баркова. — Мінск: Завігар, 1997.
- Уголовное право. Общая часть: Учебник / Н. А. Бабий, А. В. Барков, И. О. Грунтов и др.; Под ред. В. М. Хомича. — Минск: Тесей, 2002.
- Комментарий к уголовному кодексу Республики Беларусь / Под общ.ред. А. В. Баркова. — Минск. Тесей. 2003. (в соавт.)
- Криминология: учеб. программа для студ. вузов по спец. 1-24 01 02 «Правоведение» / сост. Н. Ф. Ахраменка. А. В. Барков, П. А. Дубовец. — Минск: БГУ, 2005.
- Научно-практический комментарий к Уголовному кодексу Республики Беларусь / Н. Ф. Ахраменка и др.; под общ. ред. А. В. Баркова, В. М. Хомича. — Мн.: ГИУСТ БГУ, 2007. — 1007 с. (2-е изд. в 2010 г.) (в соавт.)